# Puyo Puyo (série)

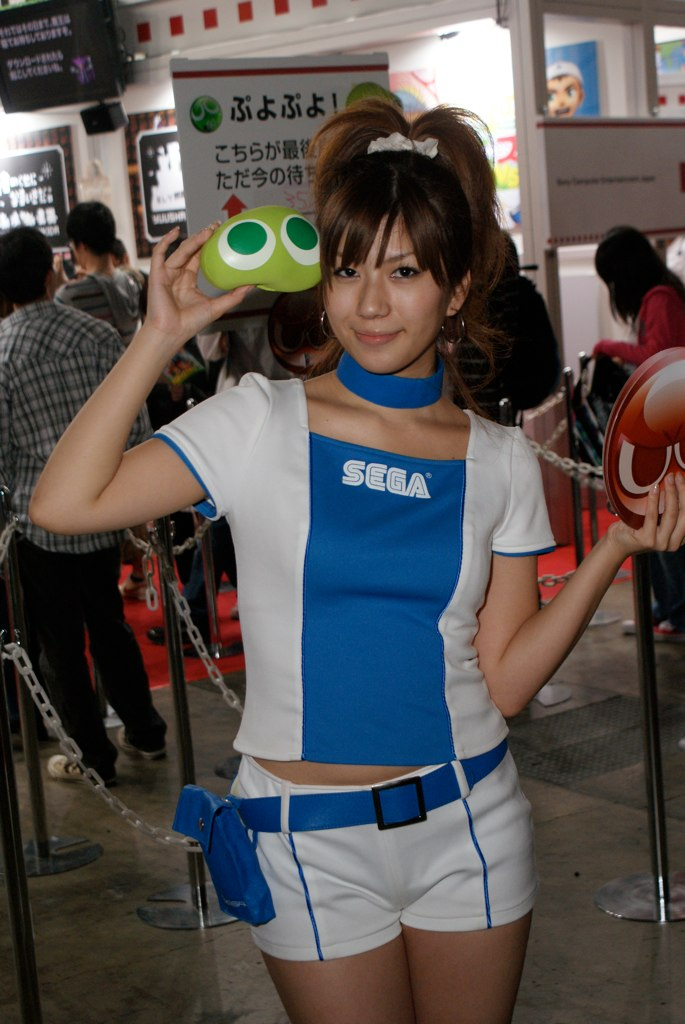
Modelo da Sega promovendo o Puyo Puyo na Tokyo Game Show de 2009

Puyo Puyo (ぷよぷよ), também conhecida como Puyo Pop fora do Japão, é uma série de jogos eletrônicos de quebra-cabeça criado pela Compile. Sega é a proprietária da franquia desde 1998, com a maioria dos lançamentos depois de 2001 sendo desenvolvidos pela Sonic Team. Puyo Puyo foi criada como uma franquia spin-off de Madou Monogatari (História de Feitiçaria), uma série de RPG de robôs de masmorra de primeira pessoa da Compile. Os personagens de Puyo Puyo são originários de Madou Monogatari. Em 2016, Sega Sammy Holdings anunciou que a franquia de Puyo Puyo tinha vendido um total de 22 milhões de unidades de vendas físicas e digitais desde que a Sega obteve os direitos.

## Lista de jogos
- Puyo Puyo
- Puyo Puyo 2
- Puyo Puyo Sun
- Puyo Puyo~n
- Puyo Puyo DA!
- Puyo Puyo BOX
- Puyo Pop
- Puyo Pop Fever
- Puyo Puyo Fever 2
- Puyo Puyo! 15th Anniversary
- Puyo Puyo 7
- Puyo Puyo!! 20th Anniversary
- Puyo Puyo Tetris
- Puyo Puyo Quest
- Puyo Puyo Quest Arcade
- Puyo Puyo Chronicle
- Puyo Puyo Champions
- Puyo Puyo Tetris 2

### Outros
- Dr. Robotnik's Mean Bean Machine
- Kirby's Avalanche / Kirby's Ghost Trap
- Kidō Gekidan Haro Ichiza: Haro no Puyo Puyo
- Puyo Puyo 39! (Hatsune Miku: Project Mirai 2)
- Sonic Mania (Dr. Robotnik's Mean Bean Machine)